# Another Earth
Another Earth (titulada: Otra Tierra en España y Otro mundo en Hispanoamérica) es una película estadounidense de drama y ciencia ficción, dirigida por Mike Cahill y protagonizada por  William Mapother y Brit Marling. Se estrenó el 24 de enero de 2011 en el Festival de Cine de Sundance.

## Sinopsis
La cinta cuenta la historia de Rhoda Williams (Brit Marling), una joven brillante, aceptada en el programa de astrofísica del Instituto Tecnológico de Massachusetts, que aspira a explorar el cosmos, y de John Burroughs (William Mapother), un gran compositor que ha alcanzado la cima en su profesión quien está a punto de tener un segundo hijo. La noche del descubrimiento de un planeta duplicado en el sistema solar, las vidas de Rhoda y John se verán unidas a consecuencia de un trágico accidente.

## Elenco
- Brit Marling - Rhoda Williams
- William Mapother - John Burroughs
- Jordan Baker - Kim Williams
- Robin Lord Taylor - Jeff Williams
- Flint Beverage - Robert Williams
- Kumar Pallana - Purdeep
- Diane Ciesla - Dra. Joan Tallis
- Rupert Reid - Keith Harding
- Richard Berendzen - Dr. Richard Berendzen